# Zalog pri Šempetru
Zalog pri Šempetru este o localitate din comuna Žalec, Slovenia, cu o populație de 95 de locuitori.